# Нермиш (Арад)
Нермиш (рум. Nermiș) насеље је у Румунији у округу Арад у општини Аркиш. Oпштина се налази на надморској висини од 193 m.

## Становништво
Према подацима из 2002. године у насељу је живело 214 становника, од којих су сви румунске националности.